# Vanina Vanini (film, 1961)
Pour la nouvelle de Stendhal, voir Vanina Vanini.
Pour plus de détails, voir Fiche technique et Distribution.
Vanina Vanini est un film franco-italien réalisé par Roberto Rossellini et sorti en 1961.
Il s'agit d'une adaptation de la nouvelle homonyme de Stendhal, parue en 1829.

## Synopsis
En 1823, à Rome, la police traque les révolutionnaires. Parmi eux, le jeune carbonaro Pietro Missirilli s'introduit en ville grâce à la comtesse Vitelleschi, dans le but de tuer un traître à son mouvement. Arrêté, il est enfermé au Château Saint-Ange, dont il parvient à s'évader. Mais, blessé, il se réfugie chez la comtesse. L'amant de celle-ci, le prince Vanini, accepte de le cacher dans son palais. Là, il est découvert par la fille du prince, Vanina, qui le soigne et tombe amoureuse de lui.

## Fiche technique
Sauf indication contraire, les informations mentionnées dans cette section peuvent être confirmées par la base de données cinématographiques IMDb,  présente dans la section « Liens externes ».
- Titre original : Vanina Vanini[1]
- Titre français : Vanina Vanini[2]
- Réalisation : Roberto Rossellini
- Scénario : Roberto Rossellini, Franco Solinas, Diego Fabbri, Antonello Trombadori, Monique Lange et (non crédité à ce titre) Jean Gruault, d'après la nouvelle Vanina Vanini de Stendhal
- Photographie : Luciano Trasatti
- Musique : Renzo Rossellini
- Décors : Luigi Scaccianoce
- Costumes : Danilo Donati
- Montage : Daniele Alabiso et Mario Serandrei
- Assistants-réalisateurs : Franco Rossellini, Renzo Rossellini et Philippe Arthuys
- Producteur : Moris Ergas, pour la Zebra Film (Rome) et la Orsay Films (Paris)
- Distributeur : Columbia Films
- Pays de production :  Italie -  France
- Langue originale : italien
- Format : Couleurs (en Technicolor)
- Genre : Mélodrame historique[2]
- Durée : 120 minutes (2 h 0[1])
- Dates de sorties : 
  - Italie : 27 août 1961 (Festival de Venise) ; 12 octobre 1961 (dans les salles)
  - France : 29 juin 1962[2]
- Affiche : Jean Mascii (France)

## Distribution
- Sandra Milo : Vanina Vanini
- Laurent Terzieff : Pietro Missirilli
- Martine Carol : la comtesse Vitelleschi
- Paolo Stoppa : le prince Asdrubale Vanini
- Isabelle Corey : Clelia
- Nerio Bernardi : le cardinal Savelli
- Leonardo Botta : le confesseur de Vanina
- Olimpia Cavalli : la serveuse de l'auberge
- Fernando Cicero : Saverio Pontini
- Enrico Glori : un cardinal
- Evaristo Maran : le cardinal Rivarola
- Antonio Pierfederici : le prince Livio Savelli
- Carlo Tamberlani : Monseigneur Benini
- Jean Gruault : le castrat
- Mimmo Poli : le bourreau

## Commentaire
Vanina Vanini n'est pas sans rappeler Senso (1954) de Luchino Visconti. Dans les deux cas, une passion amoureuse, source de déchirements et de drames, se développe sur un fond de révolte, et se conclut par l'arrestation et l'exécution de l'amant.